# Yira Sor
Yira Collins Sor (* 24. července 2000) je nigerijský profesionální fotbalista, který hraje na pozici křídelníka za belgický klub KRC Genk a za nigerijský národní tým do 20 let.

## Klubová kariéra
Sor přišel do Baníku Ostrava v únoru 2021 z nigerijského 36 Lion FC. V dresu Baníku udělal za rok velký pokrok a po jarní adaptaci se na podzim začal výrazněji zapisovat do statistik. Pod vedením trenéra Ondřeje Smetany v lize stihl během 596 minut, vstřelil tři góly a na pět branek nahrál. Jednou se trefil i v MOL Cupu.
V lednu 2022 přestoupil do pražské Slavie, ve které podepsal smlouvu do konce roku 2026. Částka, kterou Slavia za Sora zaplatila, se odhaduje na 30 až 40 milionů korun. Opačným směrem naopak na hostování odešel jiný nigerijský ofensivní hráč, a to Ubong Ekpai.

## Reprezentační kariéra
Yira Sor si s nigerijskou reprezentací do dvaceti let zahrál na mistrovství světa v Polsku v roce 2019. Dvakrát naskočil do zápasu z lavičky; na turnaji odehrál 59 minut a pomohl reprezentaci k postupu do osmifinále.